# Ponte Tatara

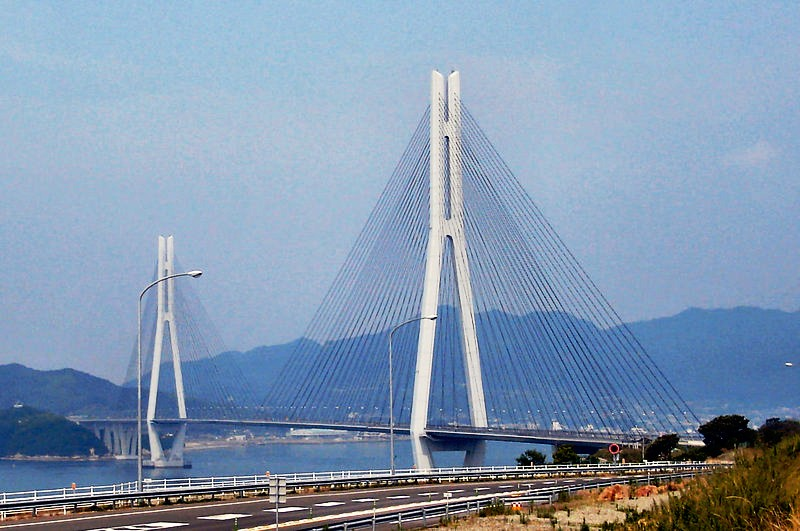

A Ponte Tatara (多々罗大桥, Tatara Ōhashi?) é uma ponte estaiada que faz parte da via-expressa Nishiseto, vulgarmente conhecida como o Shimanami Kaidō (しまなみ海道). A ponte tem um vão central de 890 metros. A partir de 2005, tem o maior espaço de qualquer ponte pênsil por cabos. A via rápida é uma série de estradas e pontes que é um dos três eixos do Projeto da ponte Honshū-Shikoku ligando as ilhas de Honshu e Shikoku ao Mar Interior no Japão. A ponte Kurushima-Kaikyō está na mesma rota.
A ponte, foi inaugurada em 1º de maio de 1999, transporta duas faixas de tráfego em ambos os sentidos e faixas exclusivas para bicicletas, motos e pedestres.
A ponte Tatara foi originalmente planejada como uma ponte pênsil em 1973. Em 1989, o projeto foi alterado para uma ponte pênsil suspensa com cabos, mas com o mesmo tamanho de vão. Ao construir uma ponte suspensa por cabos uma grande escavação de um ancoradouro não seria necessário, assim, iria diminuir o impacto ambiental sobre a área circundante. As torres de aço são de 220 metros de altura e moldada como um Y invertido.
A construção da ponte teve pouco mais de seis anos e foi realizada sem nenhum acidente. Muitos foram os avanços tecnológicos para a concepção e ensaio da ponte.